# Закочье
Закочье — посёлок в Выгоничском районе Брянской области, в составе Красносельского сельского поселения. Расположен в 0,5 км к северо-востоку от железнодорожного разъезда Хмелево, в 5 км к юго-западу от села Красное. Население — 83 человека (2010).

## История
Возник в 1920-х гг.; до 2005 года в Красносельском сельсовете (в 1966—1979 гг. в Хмелевском).
| Годы      | 1926 | 1979 | 1989 | 2002 | 2010 |
| --------- | ---- | ---- | ---- | ---- | ---- |
| Население | 159  | 241  | 175  | 111  | 83   |